# Lucha Underground Gift of the Gods Championship
Die Lucha Underground Gift of the Gods Championship ist ein Wrestlingtitel der Fernsehsendung Lucha Underground und ergänzt die Lucha Underground Championship um eine Art Herausfordertitel im Money-in-the-Bank-Stil der WWE. Sie erlaubt seinem Träger einen Titelkampf um die Championship mit einem Vorlauf von einer Woche. Wie im Wrestling üblich wird der Titel in einer Storyline vergeben.

## Hintergrund
Der Championship wurde in der 27. Folge der 1. Staffel von Lucha Underground eingeführt. Dario Cueto (dargestellt von Luis Fernandez-Gil) hat sieben Aztec Medaillons („Aztekische Medaillen“) gesammelt, die alle sieben aztekischen Stämme repräsentieren sollten. Diese sieben Medaillen vereinigt würden den Lucha Underground Gift of the Gods Championship ausmachen. Anschließend ließ er diese Medaillen einzeln erkämpfen und setzte anschließend ein Match an, in dem der Titel erkämpft werden konnte. Erster Champion wurde Fénix, der seinen Titel aber, bevor er ihn in ein Match gegen den Champion umwandeln konnte, zu Beginn der zweiten Staffel gegen King Cuerno verlor. Kurz darauf gewann er ihn in einem Leitermatch zurück und setzte ihn für einen Titelkampf gegen Mil Muertes ein. Dadurch wurde Fénix der dritte Lucha Underground Champion.
Nachdem der Titel dadurch vakant wurde, konnte Chavo Guerrero Jr. sich gegen Aero Star, El Siniestro de la Muerte, Joey Ryan, Sexy Star, Texano und The Mack durchsetzen und wurde vierter Lucha Underground Gift of the Gods Championship, verlor jedoch den Titel eine Woche später gegen Cage, der den Titel direkt zu einem Match umwandelte, dieses jedoch verlor.
Bei Ultima Lucha II gewann die Wrestlerin Sexy Star den vakanten Titel in einem Kampf gegen Daga, El Siniestro de la Muerte, Killshot, Mariposa, Marty Martinez und Nightclaw.

## Titelchronologie
Wie im Wrestling üblich richten sich die Länge des Championship nach der real vergangenen Zeit, nicht nach der Erzählzeit der Fernsehserie. Daher wurden die Tage durch die Aufnahmezeitpunkte ermittelt. Einige Folgen wurden noch nicht ausgestrahlt. Diese wurden mit tba (für „to be announced“) markiert.
| #  | Champion             | Nr. | Tage | Datum des Titelgewinns | Datum der Ausstrahlung | Episode                                 | Bemerkung |
| -- | -------------------- | --- | ---- | ---------------------- | ---------------------- | --------------------------------------- | --- |
| 1  | Fénix                | 1   | 209  | 19. April 2015         | 5. August 2015         | Ultima Lucha (S01E39)                   | Gewinner eines Matches gegen Aero Star, Bengala, Big Ryck, Jack Evans, King Cuerno und Sexy Star                                                 |
| 2  | King Cuerno          | 1   | 7    | 14. November 2015      | 27. Januar 2016        | A Much Darker Place (S02E01)            | |
| 3  | Fénix                | 2   | 1    | 21. November 2015      | 2. März 2016           | Gifts of the Gods Ladder Match (S02E06) | |
| –  | Titel vakant         | –   | 49   | 22. November 2015      | 16. März 2016          | Life After Death (S02E07)               | Fénix forderte Mil Muertes heraus und wurde dritter Lucha Underground Champion.                                                                  |
| 4  | Chavo Guerrero Jr.   | 1   | 6    | 10. Januar 2016        | 18. Mai 2016           | Crime & Punishment (S02E17)             | Chavo Guerrero Jr. besiegt Aero Star, El Sinestro de la Muerte, Joey Ryan, Sexy Star, Texano und The Mack in einem Seven-Way-Match               |
| 5  | Cage                 | 1   | 1    | 16. Januar 2016        | 25. Mai 2016           | Enter the Mundo (S02E18)                | |
| –  | Titel vakant         | –   | 14   | 17. Januar 2016        | tba                    | Judgement Day S02E19                    | Cage trat gegen Matanza Cueto an und unterlag.                                                                                                   |
| 6  | Sexy Star            | 1   | 48   | 31. Januar 2016        | 13. Juli 2016          | Ultima Lucha 2                          | Sexy Star besiegt Marty „The Moth“ Martinez, Mariposa, Killshot, Night Claw, Daga und Sinestro de la Muerte in einem Seven-way Elimination Match |
| 7  | Johnny Mundo         | 1   | 22   | 19. März 2016          | 26. Oktober 2016       |                                         | |
| –  | Titel vakant         | –   | 77   | 10. April 2016         | 23. November 2016      |                                         | Johnny Mundo erhielt einen Titelkampf gegen Sexy Star und wurde sechster Lucha Underground Champion.                                             |
| 8  | Pentagón Dark        | 1   | 1    | 25. Juni 2016          | 11. Oktober 2016       | Ultima Lucha 3                          | Besiegte Son of Havoc in einem Leiter-Match um den Titel.                                                                                        |
| –  | Titel vakant         | –   | –    | 26. Juni 2016          | 18. Oktober 2018       | Ultima Lucha 3                          | Am gleichen Abend trat Pentagón Dark gegen Prince Puma an und wurde neuer Champion.                                                              |
| 9  | El Dragon Azteca Jr. | 1   | 9    | 1. März 2018           | 25. Juli 2018          |                                         | Besiegte Dezmond X und King Cuerno in einem Three Way Match um den vakanten Titel.                                                               |
| 10 | Marty Martinez       | 1   | <1   | 10. März 2018          | 19. September 2018     | Ultima Lucha 3                          | Besiegte Son of Havoc in einem Leiter-Match um den Titel.                                                                                        |
| –  | Titel vakant         | –   | –    | 19. März 2018          | 19. September 2018     |                                         | Marty Martinez trat gegen Pentagon Dark um den Titel an, verlor allerdings.                                                                      |
| 11 | Jake Strong          | 1   | 1    | 17. März 2018          | 24. Oktober 2018       | Ultima Lucha Cuatro                     | Besiegte King Cuerno, Big Bad Steve, Aero Star, Hernandez, PJ Blac und Dante Fox in einem Match um den vakanten Titel.                           |
| –  | Titel vakant         | –   | –    | 18. März 2018          | 7. November 2018       | Ultima Lucha Cuatro                     | Jake Strong trat gegen Pentagon Dark um den Titel an, verlor allerdings.                                                                         |

## Statistik
|  | Derzeit amtierender Champion |

| Rank | Wrestler             | Anzahl | Tage |
| ---- | -------------------- | ------ | ---- |
| 1    | Fénix                | 2      | 209  |
| 2    | Sexy Star            | 1      | 48   |
| 3    | Johnny Mundo         | 1      | 22   |
| 4    | El Dragon Azteca Jr. | 1      | 9    |
| 5    | King Cuerno          | 1      | 7    |
| 6    | Chavo Guerrero Jr.   | 1      | 6    |
| 7    | Cage                 | 1      | 1    |
| 7    | Pentagón Dark        | 1      | 1    |
| 7    | Jake Strong          | 1      | 1    |
| 10   | Marty Martinez       | 1      | <1   |